# Wilhelm Specht
Wilhelm Otto Ludwig Specht (22 de setembro de 1907 — 19 de fevereiro de 1985) foi um matemático alemão.
Introduziu o módulo de Specht. Provou o critério de Specht para matrizes unitárias equivalentes. 

## Processo deretificação da circunferência
Segundo Giongo, a construção desenvolvida por Specht tem uma aproximação muito boa. 
O erro cometido neste processo é por falta e inferior a um milionésimo do diâmetro.  Uma circunferência de raio 10 mm, tem 62,8318531 mm de comprimento; o processo atinge 62,8318391 mm.

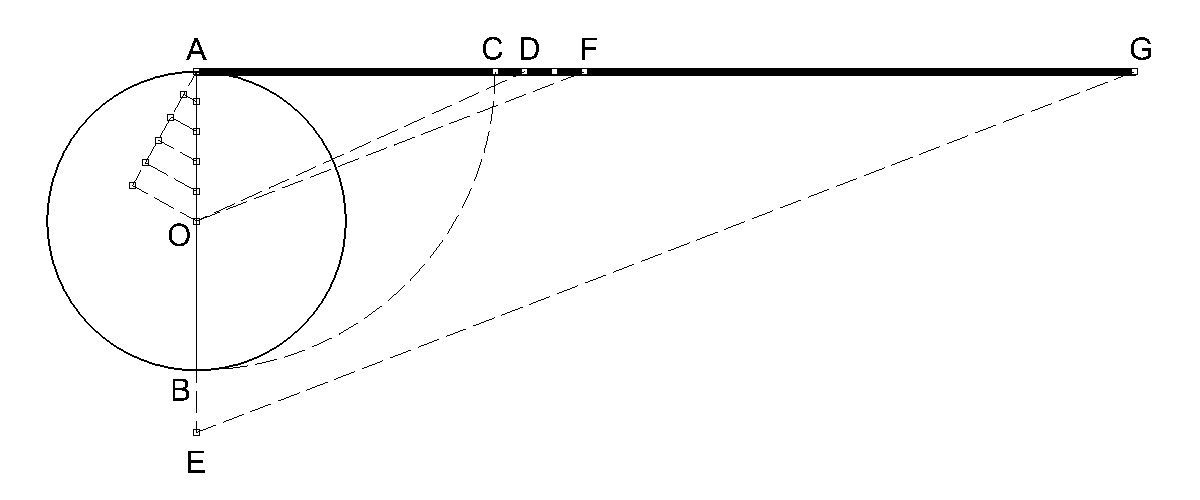
Processo de Specht. O segmento AG mede aproximadamente o comprimento da circunferência (2πr).